# تقابل آفرینش‌گرایی و فرگشت در آموزش عمومی
وضعیت آفرینش و فرگشت در آموزش عمومی مورد بحث و جدل در محافل حقوقی، سیاسی و مذهبی است. دیدگاه‌های گوناگونی در سراسر جهان در مورد این مسئله وجود دارد. در بیشتر کشورهای غربی، قوانینی وجود دارد که آموزش برپایهٔ زیست‌شناسی فرگشتی را در برنامه درسی اجباری می‌کنند.

## دید کلی
در حالی که بسیاری از مکتب‌ها از اعتراضات مربوط به الهیات به توضیح فرگشت برای به‌وجود آمدن حیات کنونی بر روی زمین می‌پرهیزند، گروه‌های بنیادگرا، از جمله خیلی از کلیساهای مسیحی، به انتقادهای شدید از این موضوع می‌پردازند. بسیاری از پیروان این مکتب‌ها، به تندی با اجماع جامعه علمی بر روی فرگشت مخالفت می‌کنند. تفسیرهای سخت‌گیرانهٔ کلمه به کلمه از متون مذهبی بزرگ‌ترین دلیل ایجاد مناقشه با تحقیقات فرگشتی و کیهان‌شناسی و نتایج به‌دست آمده از آن است.
عموماً فرگشت بدون مشکل بزرگی در سیستم‌های آموزشی سراسر دنیا به‌جز چند منطقه از ایالت متحده و چند کشور بنیادگرای اسلامی آموزش داده می‌شود. دیوان عالی ایالات متحده آمریکا آموزش آفرینش‌گرایی به‌عنوان علم در آموزشگاه‌های عمومی را خلاف قانون اساسی دانسته است. در آمریکا، طراحی هوشمند چند دهه است به‌عنوان یک جایگزین برای فرگشت آموزش داده می‌شود، اما این مسئله به‌دلیل «اهداف به‌وضوح مذهبی، فرهنگی و قانونی» توسط دادگاه ناحیه‌ای آمریکا خلاف قانون اساسی دانسته شده است.

## در کشورها

### ایران
پیشرفت علمی ایران به‌ویژه در زمینه‌های سلامتی و زیست‌شناسی یکی از اهداف نظام اسلامی این کشور پس از انقلاب سال ۵۷ است. از آنجایی که آموزش‌های مذهب شیعه، که به‌صورت سنتی در ایران مورد قبول اکثریت بوده است، برخلاف مذهب‌هایی مانند وهابیت با ترجمه واژه‌به‌واژه و مستقیم از قرآن در همهٔ شرایط مخالف است، بسیاری از بزرگان شیعه و حتی کسانی که در پیروزی انقلاب نیز نقش داشته‌اند، با ایده‌های فرگشتی به‌طور کلی مخالف نیستند و عقیده دارند که فرگشت با دید اسلام منافاتی ندارد.

### ایالات متحده آمریکا
در ایالات متحده آمریکا بحث و جدل بسیار طولانی میان آفرینش‌گراها و پیروان فرگشت بر روی مسائل حقوقی مربوط به تدریس و آموزش فرگشت یا آفرینش در کلاس‌های درس مدارس دولتی جریان دارد.

### بریتانیا
در هر یک از کشورهای بریتانیا، سرفصل‌های درسی مشخصی برای مسائل مذهبی وجود دارد و در عین حال به پدر و مادران این حق را می‌دهند تا فرزندان خود را از آموختن آن‌ها معاف کنند. سرفصل‌های درسی مذهبی شامل تدریس آفرینش نمی‌شوند و بیشتر به آموزش اصول ادیان مطرح جهانی می‌پردازند. اما آموزش فرگشت در تمامی مدارسی که توسط دولت اداره می‌شوند، اجباری است. در واقع، براساس برنامهٔ آموزشی ملی انگلستان، دانش‌آموزان در سن بین ۱۴ تا ۱۶ سال باید مطالب زیر را بیاموزند:
1. شواهد فسیلی یافت شده، نشانه‌ای از فرگشت هستند
2. چگونه دگرگونی و انتخاب می‌تواند به فرگشت یا انقراض منجر شود

قوانین مشابهی نیز در اسکاتلند، ولز و ایرلند شمالی وجود دارند.
اسقف اعظم کانتربری پیشین، رووان ویلیامز، گفت که به عقیدهٔ او آفرینش نباید در مدارس تدریس شود. مرکز آموزش علوم بریتانیا با آموزش آفرینش و طراحی هوشمند در مدارس مخالف است.

### شورای اروپا

#### قطعنامه ۱۵۸۰
در چهارم اکتبر سال ۲۰۰۷ میلادی، مجمع پارلمانی شورای اروپا قطعنامه ۱۵۸۰ را با عنوان خطرهای آفرینش‌گرایی در آموزش صادر کرد. در این قطعنامه براساس تحقیقی مشخص شد که جنگ با نظریهٔ فرگشت عموماً به‌صورت افراطی‌گری مذهبی که وابسته به جنبش‌های احزاب راست تندرو هستند، به‌وجود می‌آیند و از اعضای مجمع درخواست کرد تا مخالفت قاطع خود را با آموزش آفرینش‌گرایی به‌عنوان یک مطلب علمی همپای فرگشت و همچنین هرگونه آموزشی که آفرینش را خارج از حیطه مذهب نشان دهد، اعلام کنند.